# Кратак сусрет (филм из 1968)
„Кратак сусрет“ је југословенски ТВ филм из 1968. године. Режирала га је Љиљана Билуш, а сценарио је писао Ноел Кауард.

## Занимљивости
Ово је први филм у којем је играо Мустафа Надаревић.

## Улоге
| Глумац            | Улога |
| ----------------- | ----- |
| Бранко Боначи     |       |
| Ета Бортолаци     |       |
| Зденка Хершак     |       |
| Ива Марјановић    |       |
| Мустафа Надаревић |       |
| Лена Политео      |       |
| Божидар Смиљанић  |       |